# Letiště Malmö
Letiště Malmö (do roku 2007 Sturup Airport, švédsky Sturups flygplats), kód IATA: MMX, kód ICAO: ESMS) je čtvrté největší letiště provozované společností Swedavia a v letech 2011–2019 čtvrté až páté největší letiště ve Švédsku vůbec. V uvedených letech se počet cestujících pohyboval v rozmezí přibližně 2 až 2,2 miliónu.
Letiště leží u městečka Svedala, přibližně 28 kilometrů východně od Malmö (cca 350 tisíc obyvatel) a přibližně 25 kilometrů jihovýchodně od města Lund (přes 90 tisíc obyvatel). Kromě těchto dvou největších měst letiště slouží též pro další města a obce kraje Skåne, zejména Trelleborg (asi 25 kilometrů) a Ystad (asi 35 minut, 40 km).

## Historie a budoucnost

### Náhrada starého letiště
Nové letiště (tehdy ještě pod názvem Sturups flygplats) bylo otevřeno v roce 1972 za cenu přibližně 130 miliónů SEK, téměř dvojnásobek původního rozpočtu. Nahradilo původní nevyhovující letiště Bulltofta, které jako veřejné letiště fungovalo již od roku 1923 (ale jeho počátky sahají až do roku 1914). Plány na zcela nové letiště vznikly již na počátku 60. let 20. století. Bylo zřejmé, že stávající letiště nelze podstatně rozšířit, protože se nacházelo přímo ve městě Malmö, ve čtvrti Kirseberg.
Výstavba nového letiště začala v roce 1970, slavnostní otevření se konalo 3. prosince 1972, ve stejný den bylo uzavřeno i staré letiště Bulltofta, které bylo později přeměněno na park. Avšak řízení letového provozu pro celou oblast zůstalo na místě starého letiště až do roku 1983, kdy bylo také přesunuto na nové letiště.

### Konkurence letiště Kodaň
Vedle vnitrostátních letů (především do Stockholmu) je letiště využíváno i pro několik mezinárodních linek. V polovině 90. let to byly zejména společnost KLM pro přímé lety do Amsterdamu (turbovrtulová letadla Fokker F50), společnost Malmo Aviation (po fúzích se jmenuje BRA: Braathens Regional Aviation) nabízela přímé lety na letiště London City Airport letadly BAe 146 od výrobce British Aerospace.
Letiště Kodaň leží jihovýchodně od hlavního města Dánska (právě směrem k Malmö), prakticky na břehu moře. Podle počtu cestujících jde o největší letiště nejen v Dánsku, ale ve všech severských zemích. Nabídka mezinárodních destinací na tomto letišti je tak logicky mnohem větší a bylo proto využíváno obyvateli Malmö i dříve. Po dokončení mostu přes Öresund v roce 2000 konkurenční vliv tohoto letiště výrazně vzrostl. Cesta na letiště Malmö a cesta na letiště Kodaň (vlakem nebo autem) je od otevření mostu časově zcela srovnatelná a již nehrozí přerušení dopravy přes Öresund při špatném počasí, jako tomu bylo u trajektů.
Některé nízkonákladové letecké společnosti se po otevření mostu snažily využít letiště Malmö jako svou destinaci nejen pro obyvatele jižního Švédska, ale též pro cestující do Kodaně (resp. celé Öresundské oblasti) a využít přitom mnohem nižší letištní poplatky menšího letiště. Šlo např. o dánskou společnost Sterling Airlines, která nabízela z letiště Malmö řadu destinací: především letiště London Gatwick, dále do Alicante, Barcelony, Nice a Florencie. Sterling Airlines však svou činnosti ukončila v říjnu 2008. Společnost Norwegian Air Shuttle létala z Malmö na hlavní stockholmské letiště Stockholm-Arlanda, ale většinu svých svých letů provozovala z letiště Kodaň. Ryanair (v roce 2016 největší letecká společnost v Evropě podle počtu cestujících) přesunul v roce 2014 svou přepravu kompletně na letiště Kodaň. V roce 2018 svou přítomnost na letišti Malmo částečně obnovil, ale pouze jedinou linkou do Krakova. Celkově lze shrnout, že pro většinu cestujících z/do Dánska nebylo letiště Malmö dostatečně atraktivní i při nižší ceně letenky.

### Infrastruktura letiště
Letiště Malmö má jeden terminál pro cestující, dva kargo terminály a 20 stojánek pro letadla. Letiště je (z Malmö nebo Ystad) dostupné po mezinárodní silnici E65, asi posledních 7 km po silnici M 813. Na letišti je několik parkovišť pro krátkodobé až dlouhodobé parkování, přičemž i z nejvzdálenějšího parkoviště je pěšky na terminál jen 4 minuty. Do centra Malmö (asi 28 km) a Lundu pravidelně jezdí speciální letištní autobus (švédsky Flygbussarna). V Malmö lze přestoupit na vlaky do několika směrů, včetně rychlovlaků do Kodaně přes Öresundský most. 30 minut po příletu každého letadla společnosti Ryanair jezdí přímý bus do Kodaně, kam jezdí také autobus společnosti Wizz Air.

### Budoucnost letiště
Dlouhodobý plán rozvoje letiště Malmö (z roku 2018, tedy ještě před krizí celého odvětví letecké dopravy) počítá mimo jiné s rozšířením haly pro výdej zavazadel a s lepší dopravou na letiště. Plán odhaduje nárůst počtu pasažérů až na 3,4 miliónu v roce 2035 a 4,1 miliónu v roce 2050. Dlouhodobé záměry proto zahrnují vybudování druhého terminálu pro cestující a rovněž druhé ranveje, paralelně jdoucí severozápadně od stávající.

### Letecké společnosti a destinace
V roce 2019 (tedy ještě před krizí celého odvětví v důsledku pandemie covidu-19) provozovaly letecké společnosti následující pravidelné a charterové lety z/do Malmö:
| Letecká společnost    | Destinace/letiště |
| --------------------- | --- |
| Air Leap              | Stockholm-Bromma |
| Amapola Flyg          | Stockholm-Bromma |
| Ryanair               | Krakov |
| Scandinavian Airlines | Stockholm-Arlanda |
| Sunclass Airlines     | Sezónní chartery: Antalya, Chania, Fuerteventura, Gran Canaria, Heraklion, Larnaca, Palma de Mallorca, Rhodos, Tenerife Jih |
| TUI fly Nordic        | Sezónní chartery: Gran Canaria, Sälen Trysil                                                                                |
| Wizz Air              | Bělehrad, Bukurešť, Budapešť, Kluž, Gdaňsk, Katowice, Niš, Ochrid, Skopje, Tirana (od 2021), Tuzla, Varšava                 |

Destinace v případě letecké nákladní dopravy shrnuje Tabulka 2:
| Letecká společnost | Destinace nákladní dopravy                              |
| ------------------ | ------------------------------------------------------- |
| Amapola Flyg       | Göteborg Landvetter, Stockholm-Arlanda, Sundsvall–Timrå |

## Statistiky letiště

### Počty cestujících
V letech 2011 až 2019 se počet cestujících na letišti Malmö pohyboval v rozmezí necelé 2 milióny až více než 2,2 miliónu (viz Tabulka 3). Dlouhodobě jde o čtvrté největší letiště, které provozuje společnost Swedavia (po letištích Stockholm-Arlanda, Göteborg Landvetter a Stockholm-Bromma). Celkově jde o čtvrté až paté největší letiště ve Švédsku podle počtu cestujících: v některých letech ho velmi těsně předstihlo letiště Stockholm-Skavsta, které není ve vlastnictví švédského státu, ale provozuje ho soukromá společnost.
V roce 2020 (v důsledku pandemie covidu-19), se počet cestujících drasticky propadl téměř o tři čtvrtiny (o 73,4 %) oproti předchozímu roku 2019, a jen mírně přesáhl 0,5 miliónu cestujících. Obdobné poklesy zaznamenala naprostá většina letišť nejen ve Švédsku, ale i po celém světě. V roce 2021 lze na všech letištích opět očekávat výrazně nižší počty cestujících než v letech 2011–2019.
| Rok  | Cestujících | Bazický index (2011 = 100) | Meziroční změna [%] |
| ---- | ----------- | -------------------------- | ------------------- |
| 2011 | 1 944 887   | 100                        | ▲ 31,8              |
| 2012 | 2 104 359   | 108                        | ▲ 8,2               |
| 2013 | 2 165 040   | 111                        | ▲ 2,9               |
| 2014 | 2 088 388   | 107                        | ▼ -3,5              |
| 2015 | 2 169 901   | 112                        | ▲ 3,9               |
| 2016 | 2 218 245   | 114                        | ▲ 2,2               |
| 2017 | 2 183 862   | 112                        | ▼ -1,6              |
| 2018 | 2 148 359   | 110                        | ▼ -1,6              |
| 2019 | 1 975 842   | 102                        | ▼ -8,0              |
| 2020 | 526 514     | 27                         | ▼ -73,4             |

### Nejvytíženější linky
Tabulka 4 uvádí 15 nejčastějších vnitrostátních a mezinárodních linek v roce 2018. Na prvním místě je s velkým náskokem vnitrostátní trasa do hlavního město Švédska: počet cestujících je uváděn dohromady, tedy za letiště Stockholm-Arlanda a Stockholm-Bromma.
| Pořadí | Země: letiště                                 | Cestující | Změna v % 2018/2017 |
| ------ | --------------------------------------------- | --------- | ------------------- |
| 1      | Švédsko: Stockholm-Arlanda + Stockholm-Bromma | 1 022 427 | ▼10,2               |
| 2      | Severní Makedonie: letiště Skopje             | 94 193    | ▼6,1                |
| 3      | Polsko: Gdaňsk                                | 94 069    | ▼7,0                |
| 4      | Maďarsko: letiště Ference Liszta Budapešť     | 74 560    | ▲8,8                |
| 5      | Srbsko: Letiště Bělehrad                      | 72 036    | ▲5,7                |
| 6      | Polsko: Letiště Frédérica Chopina, Varšava    | 67 850    | ▼16,0               |
| 7      | Bosna a Hercegovina: Tuzla                    | 55 489    | ▼5,3                |
| 8      | Polsko: letiště Katowice                      | 54 931    | ▲3,3                |
| 9      | Rumunsko: Kluž                                | 43 294    | ▲11,0               |
| 10     | Rumunsko: Bukurešť                            | 40 979    | ▲10,4               |
| 11     | Španělsko: letiště Gran Canaria               | 38 116    | ▼18,7               |
| 12     | Polsko: Krakov                                | 33 414    | ▼ 24,7              |
| 13     | Španělsko: letiště Palma de Mallorca          | 29 101    | ▼32,3               |
| 14     | Rakousko: letiště Vídeň                       | 28 921    | ▲ nové              |
| 15     | Srbsko: Niš                                   | 23 641    | ▼26,9               |

### Cestující podle zemí
Tabulka 5 uvádí počty cestujících z/do Malmö podle jednotlivých zemí (bez vnitrostátních linek v rámci Švédska, které tvoří přibližně polovinu všech cestujících).
| Pořadí | Země                | Cestující | Změna v % 2019/2018 |
| ------ | ------------------- | --------- | ------------------- |
| 1      | Polsko              | 250 752   | ▼18,5               |
| 2      | Severní Makedonie   | 116 313   | ▲16,0               |
| 3      | Španělsko           | 113 972   | ▼12,0               |
| 4      | Srbsko              | 95 677    | ▼4,8                |
| 5      | Rumunsko            | 84 273    | ▼0,2                |
| 6      | Maďarsko            | 74 560    | ▼15,1               |
| 7      | Bosna a Hercegovina | 55 755    | ▼4,8                |
| 8      | Řecko               | 50 278    | ▼4,2                |
| 9      | Rakousko            | 34 669    | ▲436,3              |
| 10     | Kypr                | 21 755    | ▲23,6               |

## Fotogalerie

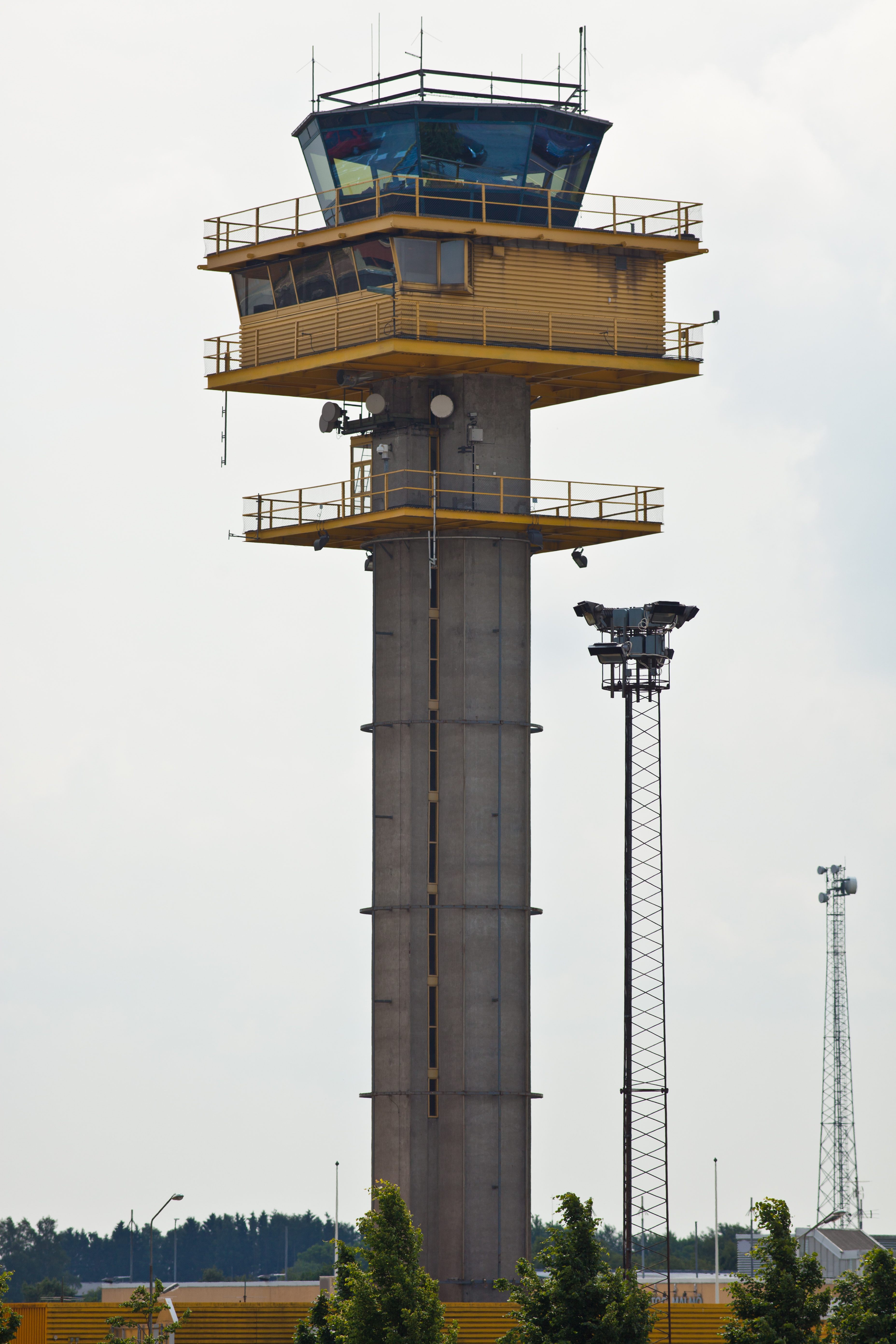
Řídící věž letiště (2010)
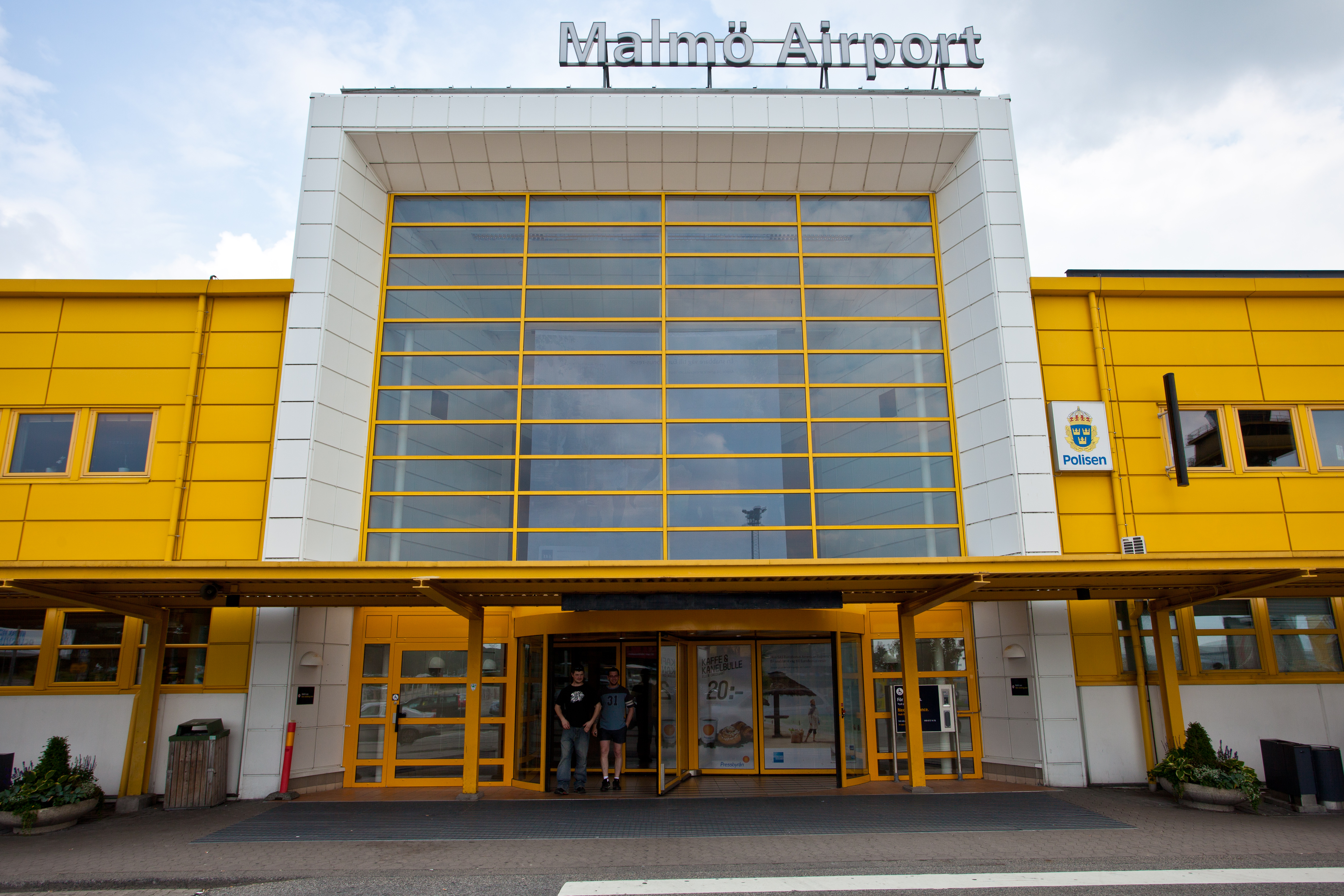
Vstup do terminálu (2010)
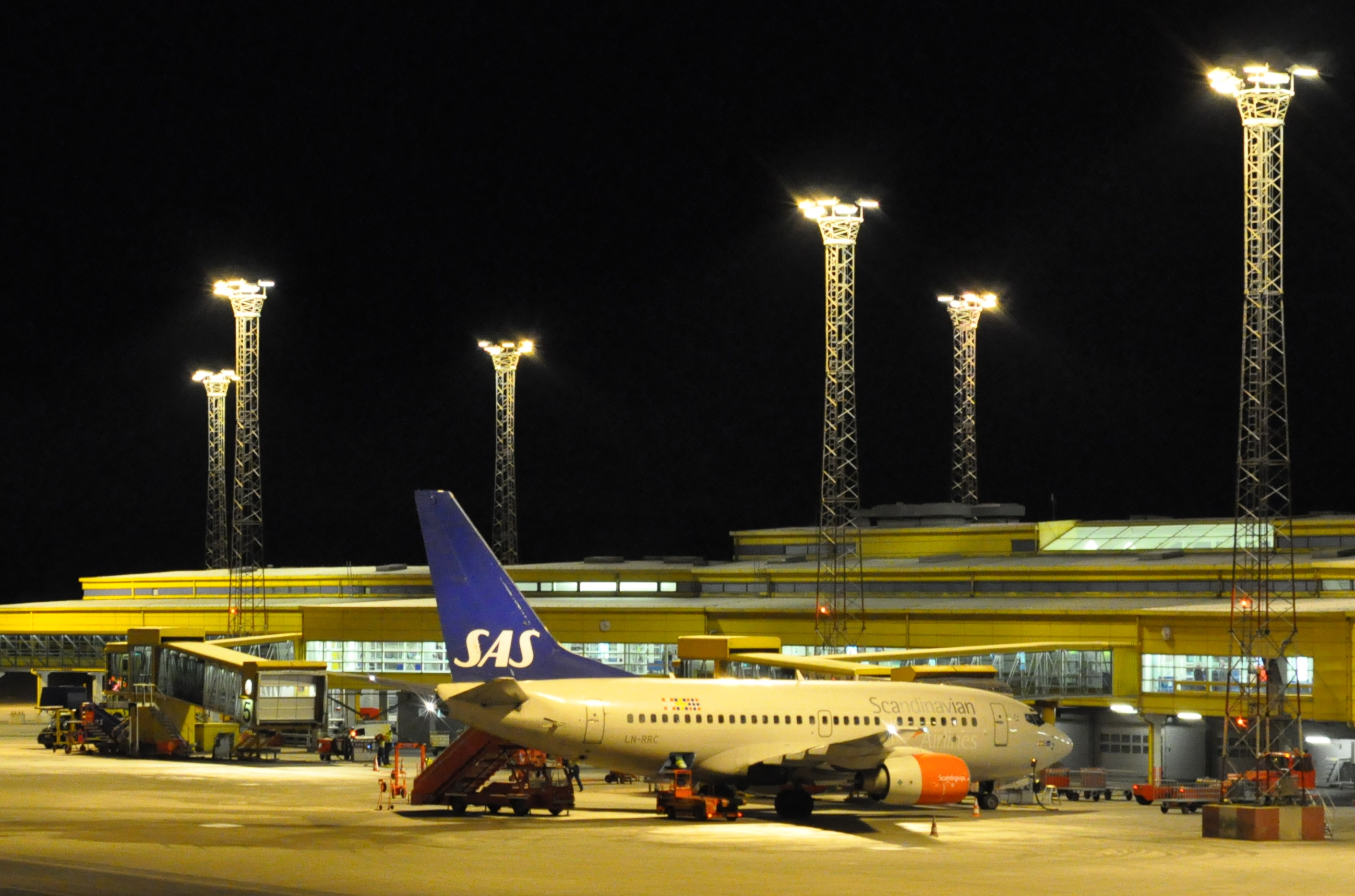
Letiště v noci (2009)
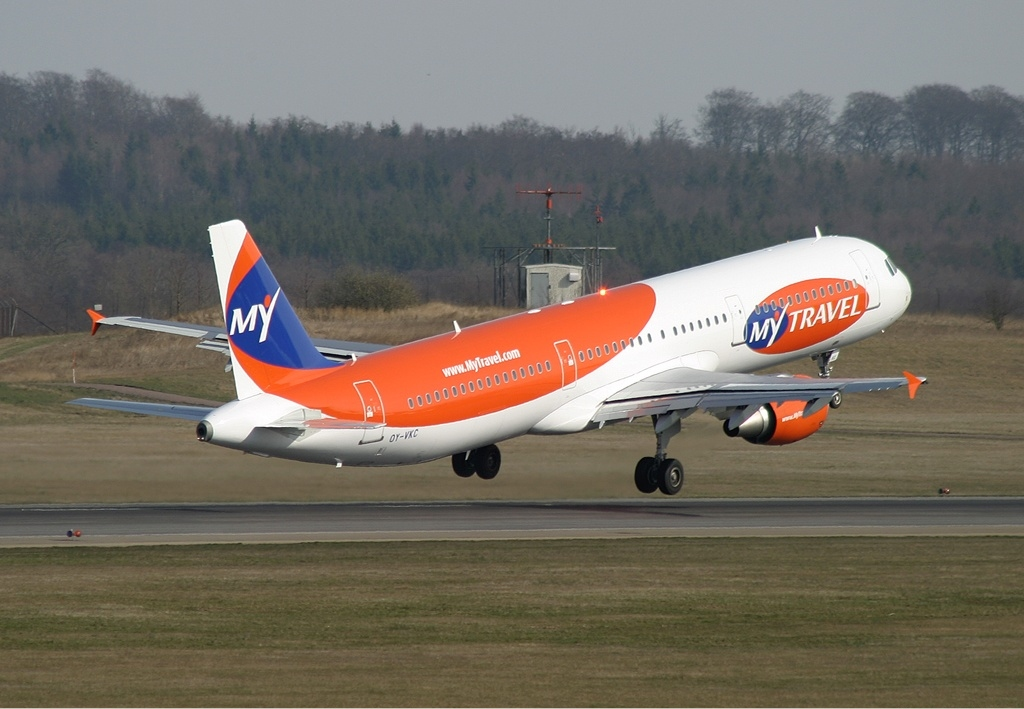
Airbus A321 (My Travel odlétá na Rhodos)
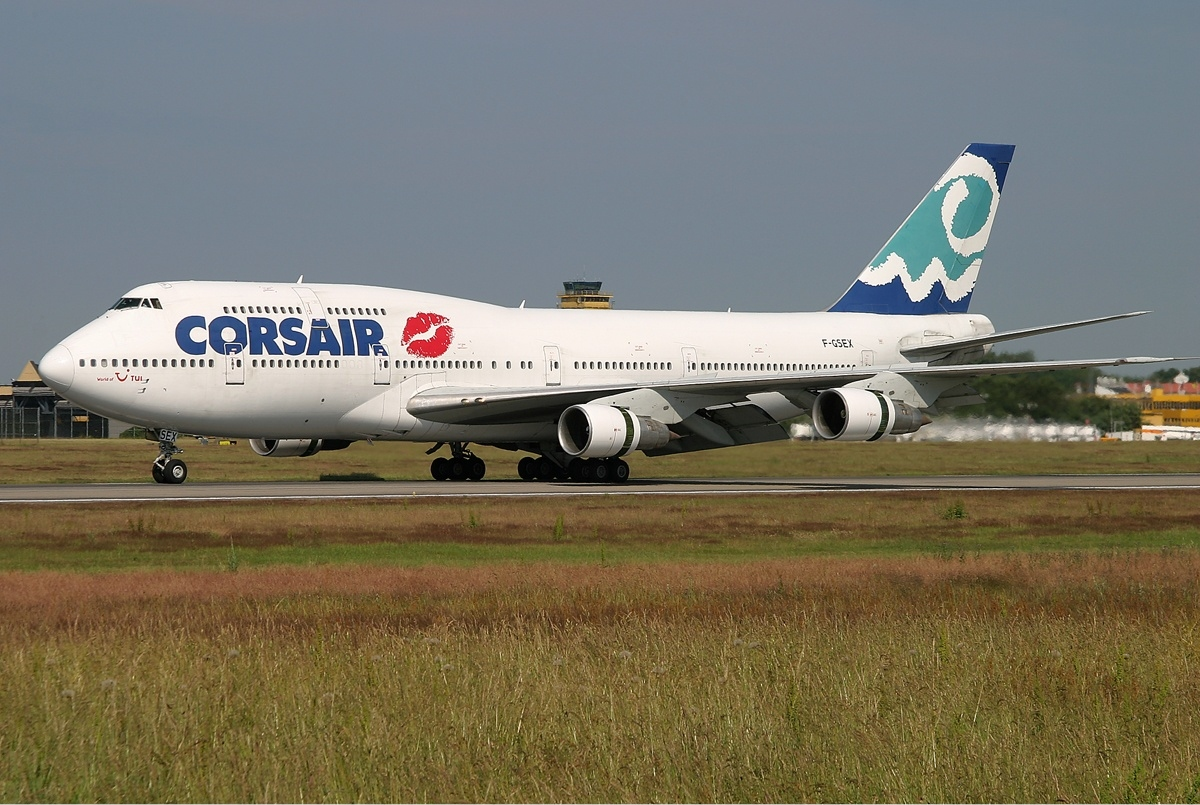
Boeing 747 v barvách Corsair (2005)
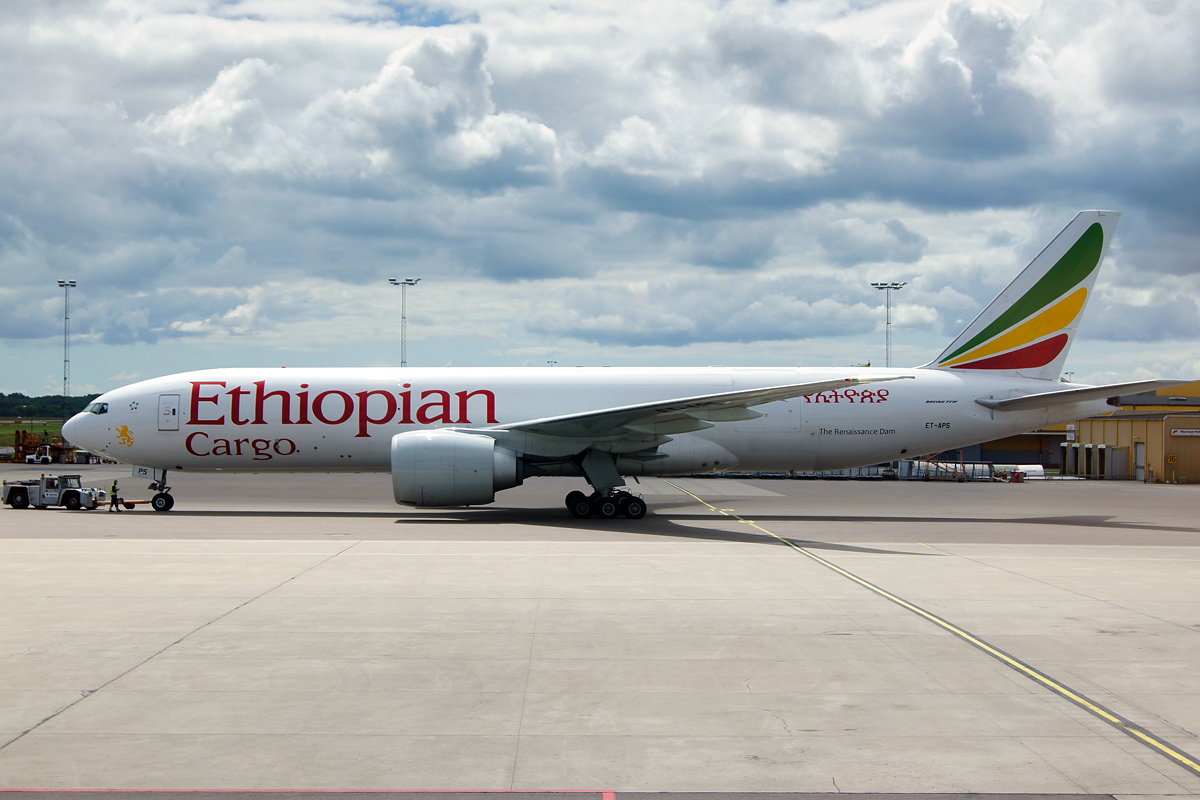
Nákladní verze Boeing 777 v barvách Ethiopian Airlines (2015)